# Gerry Cheevers
Gerald Michael Cheevers (narozen 7. prosince 1940 v St. Catharines, v kanadské provincii Ontario) je bývalý hokejový brankář hrající mezi lety 1961 a 1980 v NHL a WHA.

## Kariéra hráče
Cheevers začal profesionální kariéru v 16 letech v týmu Toronto St. Michael's Majors v Ontario Hockey Association. Majors byli juniorskou farmou Toronto Maple Leafs a tak byl i Cheevers členem organizace Maple Leafs. Zůstal jím až do roku 1965, kdy ho draftovali Boston Bruins. V tomto roce hrál v AHL za farmu Bruins Rochester Americans, kde s 48 vítězstvími dovedl tým k vítězství Calder Cupu. 48 vítězství v jedné sezoně AHL je stále platný rekord soutěže. Šest let hrál na farmě a jedničkou prvního týmu Bruins se stal až v roce 1967. V letech 1970 a 1972 vyhrál s Bruins Stanley Cup. Z roku 1972 drží stále platný rekord NHL, 33 neprohraných zápasů v řadě.
Na podzim roku 1972 odešel do nové WHA, kde se v dresu Cleveland Crusaders stal jedním z nejlepších gólmanů soutěže a v roce 1973 se dostal do prvního výběru hvězd WHA, v dalších dvou letech se dostal do druhého výběru. Ve WHA strávil tři a půl sezony.
Po finančních sporech s týmem Crusaders se v roce 1976 vrátil do Bruins, kde hrál až do roku 1980, kdy ukončil svou hokejovou kariéru. V NHL zaznamenal 2,89 gólu na zápas, ve 419 zápasech si připsal 230 výher a 26 čistých kont.

### Maska
Cheeversova legendární postehovaná maska vznikla poté, co ho při tréninku trefil do obličeje puk. Cheevers nikdy neodmítl možnost vyhnout se tréninku a tak šel po incidentu do šatny. Kouč Harry Sinden ho do šatny následoval, ale našel ho jak si vychutnává pivo a cigaretu. Sinden poznal že Cheevers není zraněn a řekl mu, aby se vrátil na led. Jeden z týmových trenérů, John Forestall, z legrace na masku nakreslil steh. Pokaždé, když se stal podobný incident, na masce přibyl další steh. Maska je jedna z nejznámějších z této éry NHL. Originál je v koupelně Cheeversova vnuka, další verze je v Hokejové síně slávy.

### Styl hry
Cheevers se nebál poodjet z brankoviště aby střelci zmenšil střelecký úhel nebo aby pomáhal obráncům. Byl velice agresivní, když soupeř stál v jeho brankovišti nebo blízko něj. Hodně hráčů takhle dostalo úder Cheeversovou hokejkou. Cheevers nechytal stylem ve stoje, takže byl často viděn na kolenou nebo na boku. Svůj styl zdokonalil v sezoně 1962-63 v kádru Rochester Americans. Jeho kouč Rudy Migay mu bral při trénincích hokejku aby Cheevers tento styl zdokonalil. Od té doby byl jedním z nejlepších hokejových brankářů.
V roce 1971 vydal Cheevers knihu o předchozí sezoně, kdy Bruins vypadli nečekaně v prvním kole play-off s Montreal Canadiens. Kniha se jmenuje Goaltender (česky Brankář).

## Trenérská kariéra
Cheevers ukončil hráčskou kariéru v roce 1980, kdy od Bruins odešel populární kouč Don Cherry, který byl nahrazen Fredem Creightonem. Ten byl ale hned v první sezoně vyhozen a nahradil ho sám generální manažer týmu Harry Sinden. Cheevers se stal koučem Bruins po sezoně, v roce 1981. Přes nečekanou prohru v play-off s Minnesota North Stars, Cheevers podával skvělé výkony, v roce 1983 dokonce Bruins kralovali NHL v základní části, v play-off vypadli s pozdějšími šampiony New York Islanders. O dva roky později ale Cheeverse nahradil opět Harry Sinden. Cheevers ve svých 250 zápasech vyhrál 204 zápasů a je procentuálně sedmým nejlepším trenérem v historii NHL.

## Důvod
Po ukončení trenérské kariéry byl mezi lety 1986 a 1995 spolukomentátorem zápasů Hartford Whalers, mezi lety 1999 a 2002 tuto funkci zastával u zápasů Bruins. Mezi lety 1995 a 2006 byl také jedním z vyhledávačů talentů pro tým Boston Bruins. Cheevers také věnoval čas koňským dostihům a wrestlingu.

## Ocenění
1964-65 - Harry Holmes Memorial Award pro brankáře AHL s nejmenším průměrem obdržených gólů v zápase

1969 - účast v Utkání hvězd NHL

1973 - první výběr hvězd WHA a Ben Hatskin Trophy pro nejlepšího brankáře sezony ve WHA

1979-80 - kandidát na Vezina Trophy

1985 - uveden do Hokejové síně slávy

1987 - uveden do Síně slávy Rochester Americans

## Reprezentační zápasy
1974 - reprezentace Kanady na Summit-74 Series

1976 - reprezentace Kanady na Canada Cupu

1979 - reprezentace NHL na Challenge Cupu proti Sovětskému svazu

## Statistiky

### Základní části
| Sezona       | Tým                          | Liga         | Z   | V   | P   | R  | MIN   | GO   | ČK | Ø    | %    |
| ------------ | ---------------------------- | ------------ | --- | --- | --- | -- | ----- | ---- | -- | ---- | ---- |
| 1956–57      | Toronto St. Michael's Majors | OHA          | 1   | 0   | 0   | 0  | 60    | 4    | 0  | 4.00 | —    |
| 1957–58      | Toronto St. Michael's Majors | OHA          | 1   | 0   | 0   | 0  | 60    | 3    | 0  | 3.00 | —    |
| 1958–59      | Toronto St. Michael's Majors | OHA          | 6   | 0   | 0   | 0  | 360   | 28   | 0  | 4.67 | —    |
| 1959–60      | Toronto St. Michael's Majors | OHA          | 36  | 18  | 13  | 5  | 2160  | 111  | 5  | 3.08 | —    |
| 1960–61      | Toronto St. Michael's Majors | OHA          | 30  | 12  | 20  | 5  | —     | —    | 2  | 3.18 | —    |
| 1961–62      | Pittsburgh Hornets           | AHL          | 5   | 2   | 2   | 1  | —     | —    | 0  | 4.20 | —    |
| 1961–62      | Sault Ste. Marie Greyhounds  | EPHL         | 29  | 13  | 13  | 3  | —     | —    | 1  | 3.55 | —    |
| 1961–62      | Toronto Maple Leafs          | NHL          | 2   | 1   | 1   | 0  | —     | —    | 0  | 3.00 | .917 |
| 1961–62      | Rochester Americans          | AHL          | 19  | 9   | 9   | 1  | —     | —    | 1  | 3.63 | —    |
| 1962–63      | Rochester Americans          | AHL          | 19  | 7   | 9   | 3  | —     | —    | 1  | 3.95 | —    |
| 1962–63      | Sudbury Wolves               | EPHL         | 51  | 17  | 24  | 10 | —     | —    | 4  | 4.15 | —    |
| 1963–64      | Rochester Americans          | AHL          | 66  | 38  | 25  | 2  | 4359  | 195  | 3  | 2.84 | —    |
| 1964–65      | Rochester Americans          | AHL          | 72  | 48  | 21  | 3  | —     | —    | 5  | 2.68 | —    |
| 1965–66      | Boston Bruins                | NHL          | 7   | 0   | 4   | 1  | —     | —    | 0  | 6.00 | .827 |
| 1965–66      | Oklahoma City Blazers        | CPHL         | 30  | 16  | 9   | 5  | —     | —    | 3  | 2.49 | —    |
| 1966–67      | Boston Bruins                | NHL          | 22  | 5   | 10  | 6  | 1284  | 72   | 1  | 3.33 | .923 |
| 1966–67      | Oklahoma City Blazers        | CPHL         | 26  | 14  | 6   | 5  | —     | —    | 1  | 2.80 | —    |
| 1967–68      | Boston Bruins                | NHL          | 47  | 23  | 17  | 5  | 2646  | 125  | 3  | 2.83 | —    |
| 1968–69      | Boston Bruins                | NHL          | 52  | 28  | 12  | 12 | 3112  | 145  | 3  | 2.80 | —    |
| 1969–70      | Boston Bruins                | NHL          | 41  | 24  | 8   | 8  | 2384  | 108  | 4  | 2.72 | —    |
| 1970–71      | Boston Bruins                | NHL          | 40  | 27  | 8   | 5  | 2400  | 109  | 3  | 2.73 | .918 |
| 1971–72      | Boston Bruins                | NHL          | 41  | 27  | 5   | 8  | 2420  | 101  | 2  | 2.50 | —    |
| 1972–73      | Cleveland Crusaders          | WHA          | 52  | 32  | 20  | 0  | 3144  | 149  | 5  | 2.84 | .912 |
| 1973–74      | Cleveland Crusaders          | WHA          | 59  | 30  | 20  | 6  | 3562  | 180  | 4  | 3.03 | .906 |
| 1974–75      | Cleveland Crusaders          | WHA          | 52  | 26  | 24  | 2  | 3076  | 167  | 4  | 3.26 | .905 |
| 1975–76      | Cleveland Crusaders          | WHA          | 28  | 11  | 14  | 1  | 1570  | 95   | 1  | 3.63 | .886 |
| 1975–76      | Boston Bruins                | NHL          | 15  | 8   | 2   | 5  | 900   | 41   | 1  | 2.73 | .911 |
| 1976–77      | Boston Bruins                | NHL          | 45  | 30  | 10  | 5  | 2700  | 137  | 3  | 3.04 | —    |
| 1977–78      | Boston Bruins                | NHL          | 21  | 10  | 5   | 2  | 1086  | 48   | 1  | 2.65 | —    |
| 1978–79      | Boston Bruins                | NHL          | 43  | 23  | 9   | 10 | 2509  | 132  | 1  | 3.16 | —    |
| 1979–80      | Boston Bruins                | NHL          | 42  | 24  | 11  | 7  | 2479  | 116  | 4  | 2.81 | —    |
| Celkem v NHL | Celkem v NHL                 | Celkem v NHL | 418 | 230 | 102 | 74 | 24394 | 1175 | 26 | 2.89 | —    |

### Playoff
| Sezona        | Tým                   | Liga          | Z  | V  | P  | MIN   | OG  | ČK | Ø    | %    |
| ------------- | --------------------- | ------------- | -- | -- | -- | ----- | --- | -- | ---- | ---- |
| 1959–60       | St. Michael's Majors  | OHA-Jr.       | 10 | —  | —  | 600   | 33  | 0  | 3.30 | —    |
| 1960–61       | St. Michael's Majors  | OHA-Jr.       | 20 | —  | —  | 1,200 | 52  | 1  | 2.60 | —    |
| 1960–61       | St. Michael's Majors  | MC            | 9  | 7  | 2  | 540   | 21  | 1  | 2.33 | —    |
| 1961–62       | Rochester Americans   | AHL           | 2  | 2  | 0  | 120   | 8   | 0  | 4.00 | —    |
| 1962–63       | Sudbury Wolves        | EPHL          | 8  | 4  | 4  | 485   | 29  | 1  | 3.59 | —    |
| 1963–64       | Rochester Americans   | AHL           | 2  | 0  | 2  | 120   | 8   | 0  | 4.00 | —    |
| 1964–65       | Rochester Americans   | AHL           | 10 | 8  | 2  | 615   | 24  | 0  | 2.34 | —    |
| 1965–66       | Oklahoma City Blazers | CPHL          | 9  | 8  | 1  | 540   | 19  | 0  | 2.11 | —    |
| 1966–67       | Oklahoma City Blazers | CPHL          | 11 | 8  | 3  | 677   | 29  | 1  | 2.57 | —    |
| 1967–68       | Boston Bruins         | NHL           | 4  | 0  | 4  | 240   | 15  | 0  | 3.75 | .895 |
| 1968–69       | Boston Bruins         | NHL           | 9  | 6  | 3  | 572   | 16  | 3  | 1.68 | .947 |
| 1969–70       | Boston Bruins         | NHL           | 13 | 12 | 1  | 781   | 29  | 0  | 2.23 | .925 |
| 1970–71       | Boston Bruins         | NHL           | 6  | 3  | 3  | 360   | 21  | 0  | 3.50 | .892 |
| 1971–72       | Boston Bruins         | NHL           | 8  | 6  | 2  | 483   | 21  | 2  | 2.61 | .915 |
| 1972–73       | Cleveland Crusaders   | WHA           | 9  | 5  | 4  | 548   | 22  | 0  | 2.41 | .921 |
| 1973–74       | Cleveland Crusaders   | WHA           | 5  | 1  | 4  | 303   | 18  | 0  | 3.56 | .908 |
| 1974–75       | Cleveland Crusaders   | WHA           | 5  | 1  | 4  | 300   | 23  | 0  | 4.60 | —    |
| 1975–76       | Boston Bruins         | NHL           | 6  | 2  | 4  | 392   | 14  | 1  | 2.14 | .917 |
| 1976–77       | Boston Bruins         | NHL           | 14 | 8  | 5  | 858   | 44  | 1  | 3.08 | .865 |
| 1977–78       | Boston Bruins         | NHL           | 12 | 8  | 4  | 731   | 35  | 1  | 2.87 | .883 |
| 1978–79       | Boston Bruins         | NHL           | 6  | 4  | 2  | 360   | 15  | 0  | 2.50 | .891 |
| 1979–80       | Boston Bruins         | NHL           | 10 | 4  | 6  | 619   | 32  | 0  | 3.10 | .875 |
| Celkem v NHL  | Celkem v NHL          | Celkem v NHL  | 88 | 53 | 34 | 5,396 | 242 | 8  | 2.69 | .902 |
| Celkem ve WHA | Celkem ve WHA         | Celkem ve WHA | 19 | 7  | 12 | 1,151 | 63  | 0  | 3.28 | —    |

### Reprezentace
| Rok                       | Tým                       | Soutěž                    | Z | V | P | R | MIN | OG | ČK | Ø    | % |
| ------------------------- | ------------------------- | ------------------------- | - | - | - | - | --- | -- | -- | ---- | - |
| 1974                      | Kanada                    | SS                        | 7 | 1 | 3 | 3 | 420 | 24 | 0  | 3.43 | — |
| Seniorská kariéra celkově | Seniorská kariéra celkově | Seniorská kariéra celkově | 7 | 1 | 3 | 3 | 420 | 24 | 0  | 3.43 | — |